# La oveja negra y demás fábulas
La oveja negra y demás fábulas és un llibre de relats de l'escriptor guatemalenc Augusto Monterroso, publicat el 1969. El llibre és un conjunt de relats breus, gènere en el qual Monterroso va desenvolupar la major part de la seua extraordinària producció, amb textes directes, planers i breus, amb molta càrrega d'ironia intel·ligent, parodiant als autors de faules de l'antiguitat, doncs mostra el revers d'un gènere habitualment inofensiu i exemplaritzant. El relat que dona nom al llibre, La oveja negra, fou adoptat com un referent, a Espanya, per grups d'insubmisos i pacifistes.
En un lejano país existió hace muchos años una oveja negra
Fue fusilada 
Un siglo después, el rebaño arrepentido le levantó una estatua ecuestre que quedó muy bien en el parque.
Así, en lo sucesivo, cada vez que aparecían ovejas negras eran rápidamente pasadas por las armas para que las futuras generaciones de ovejas comunes y corrientes pudieran ejercitarse también en la escultura.